# Скуби-Ду на острове мертвецов
«Скуби-Ду на острове мертвецов» (англ. Scooby-Doo on Zombie Island) — американский анимационный фильм студии «Hanna-Barbera» из франшизы «Скуби-Ду». Премьера мультфильма состоялась 22 сентября 1998 года.
В 2019 году вышло прямое продолжение мультфильма под названием «Скуби-Ду! Возвращение на остров зомби».

## Сюжет
Скуби-Ду, Шэгги, Дафна, Фред и Велма должны разгадать одну страшную тайну, которая связана с поселившимся здесь призраком. Этот призрак никому не даёт покоя ни днём, ни ночью, поэтому от него следует как можно быстрее избавиться. Узнала об этом призраке Дафна, которая занимается тем, что собирает материал о привидениях и призраках. Информация ей нужна, потому что она репортёр и работает на телевидении. Однако, расследовав некоторые истории из собранных, друзья вдруг обнаруживают, что под маской призраков очень часто скрываются самые обычные злоумышленники.
Оказавшись в старом доме на острове на юге страны, Скуби-Ду и его друзья действительно сталкиваются с призраком пирата, который жил ещё в 17 веке. В доме их ожидают самые невероятные приключения, страшные и ужасные зомби выходят к ним со всех сторон. Но самые опасные — оборотни, это люди, которые в полнолуние превращаются в кошек (ростом в два метра). Как герои справятся со всем опасностями и раскроют все тайны?

## Персонажи и актёры
| Персонаж                | Английский          |
| ----------------------- | ------------------- |
| Скуби-Ду                | Скотт Иннес         |
| Норвилл «Шэгги» Роджерс | Билли Уэст          |
| Дафна Блейк             | Мэри Кей Бергман    |
| Велма Динкли            | Би Джей Уорд        |
| Фред Джонс              | Фрэнк Уэлкер        |
| Симона Ленуар           | Эдриан Барбо        |
| Лена Дюпрэ              | Тара Чарендофф      |
| детектив Бью Невиль     | Кэм Кларк           |
| Жак                     | Джим Камиингс       |
| Скраггс                 | Марк Хэмилл         |
| Крис                    | Дженнифер Ли Уоррен |
| Мистер Биман            | Эд Гилберт          |

## Факты
- Слоган фильма: «This time the monsters are real», что буквально переводится, как «На этот раз чудовища настоящие!».
- Картина посвящена памяти Дона Мессика — актёра, озвучившего Скуби-Ду в первых мультфильмах и мультсериалах, который умер в октябре 1997 года. В титрах написано: «This film is dedicated to Don Messick — the original voice of Scooby-Doo», (с англ. — «Этот фильм посвящён Дону Мессику — оригинальному голосу Скуби-Ду»).